# Víska pod Lesy
Víska pod Lesy je malá vesnice a část města Česká Kamenice v okrese Děčín. Nachází se asi 2,5 kilometru jihozápadně od České Kamenice. Prochází zde silnice I/13. Víska pod Lesy leží v katastrálním území Kamenická Nová Víska o výměře 1,68 km².

## Historie
První písemná zmínka o vesnici pochází z roku 1787.

## Obyvatelstvo
Při sčítání lidu v roce 1921 ve vsi žilo 107 obyvatel (z toho 51 mužů), z nichž byli tři Čechoslováci a 104 Němců. Kromě jednoho evangelíka se hlásili k římskokatolické církvi. Podle sčítání lidu z roku 1930 měla vesnice 117 obyvatel: dvanáct Čechoslováků a 105 Němců. S výjimkou jednoho evangelíka a jedenácti lidí bez vyznání byli římskými katolíky.
|                                                                               | 1869 | 1880 | 1890 | 1900 | 1910 | 1921 | 1930 | 1950 | 1961 | 1970 | 1980 | 1991 | 2001 | 2011 |
| ----------------------------------------------------------------------------- | ---- | ---- | ---- | ---- | ---- | ---- | ---- | ---- | ---- | ---- | ---- | ---- | ---- | ---- |
| Obyvatelé                                                                     | 143  | 141  | 148  | 118  | 115  | 107  | 117  | 53   | 41   | 43   | 34   | 35   | 39   | 31   |
| Domy                                                                          | 24   | 24   | 24   | 23   | 23   | 23   | 22   | 17   | —    | 13   | 12   | 15   | 14   | 14   |
| Počet domů z roku 1961 je zahrnut v domech místní části Kamenická Nová Víska. |      |      |      |      |      |      |      |      |      |      |      |      |      |      |